# Гига (стиль)

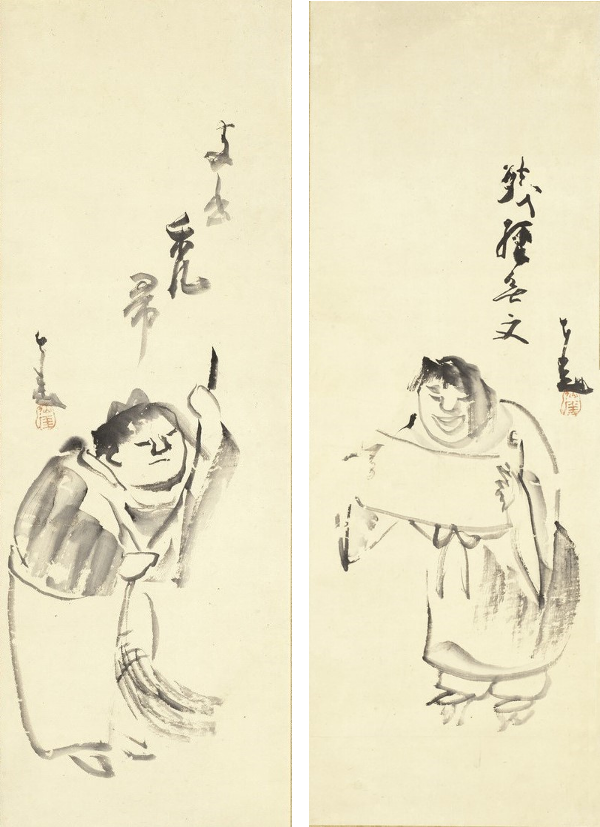
Монахи, работа Сэнгая

Гига (яп. 戯画) — юмористические или сатирические картины, или эскизы или рисунки, выполненные в шутку. Как правило, гига изображают фигуры людей и животных, которые нарисованы простым способом с помощью быстрых мазков.

## Этимология
Значение слова «гига» в японских словарях определяется как «рисунки для развлечений» или «сатирические картинки в экстравагантной манере». Однако некоторые представители, которых причисляют к этом жанру, такие как Хакуин, не пытались добавить сатирический подтекст в свои картины.

## Появление
Изначально в китайской традиции литераторы называли свои собственные рисунки чернилами гига, а это значит, что они рисовали их в шутку, в отличие от работ профессиональных художников. Самые ранние японские гига — это каракули периода Асука на полях или на обороте листов рукописи. Вероятно, они были нарисованы студентами, которые копировали буддийские писания. Создание комических, сатирических картин было популярным аристократическим отдыхом в Период Хэйан.

## Характерные черты стиля
Гига иногда напоминала граффити, потому что они были нарисованы на скрытых поверхностях буддийских статуй и архитектуры. Преувеличенные выражения и позы, характерные для гига, также встречаются на свитках. Характерная черта для гига — животные с юмором изображённые в антропоморфных позах. Комические и сатирические элементы, найденные в эмаки периода Камакура, таких как «Сказка о несчастном художнике», стали важной частью в иллюстрированных популярных сказках периода Муромати. Юмористические портреты дзенских монахов и даосских святых продолжали писать чернилами до периода Эдо. В середине периода Эдо дзен-буддийские монахи Хакуин (1685—1769) и Сенгай (1750—1837) создали уникальный стиль, используя широкую кисть. Этот же предмет был поднят в гротескных карикатурах эксцентриками Согой Сёхаку (1730—1781) и Нагасавой Родзецу (1754—1799). Другие виды гига периода Эдо характеризуются преувеличенными фигурами, нарисованными широкими мазками с изображением людей в комической или сатирической манере. Известным примером гига позднего периода Эдо являются 15-томные деревянные печатные книги «Карикатуры Хокусая», «Манга Хокусая» (издано с 1814 по 1879 гг.), автором которых является Кацусика Хокусай (1760—1849).

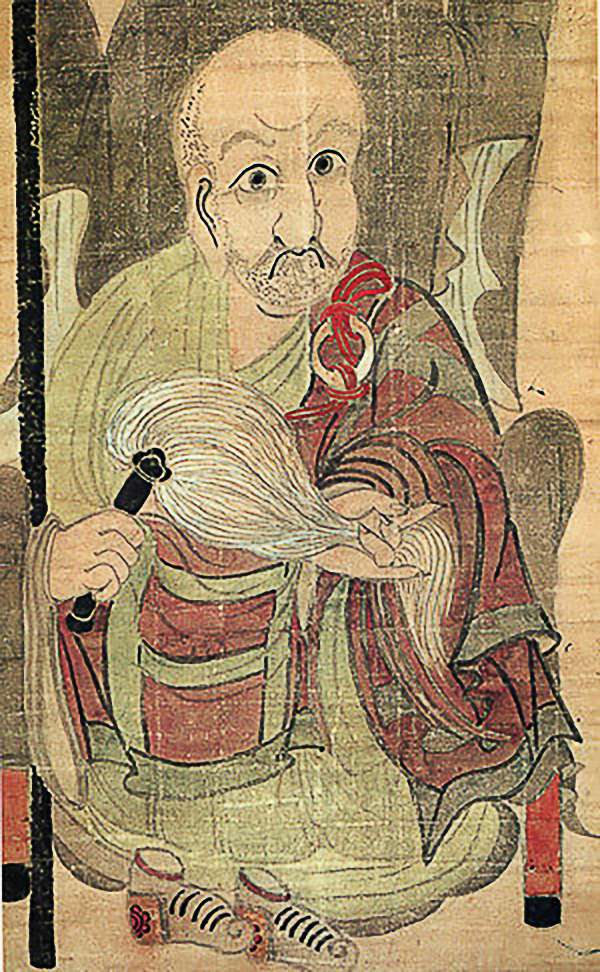
Работа монаха Хакуина
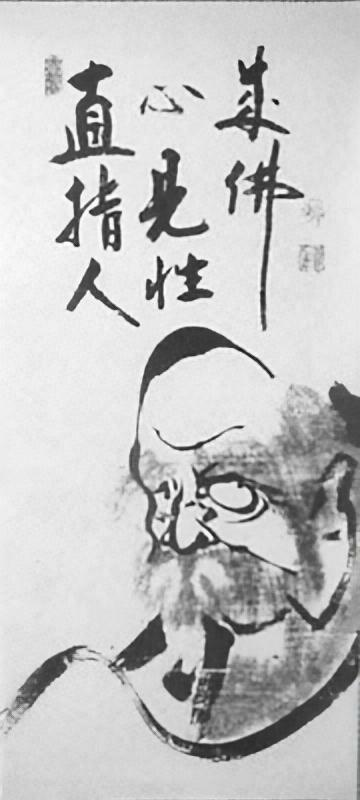
Бодхидарма, работа Хакуина
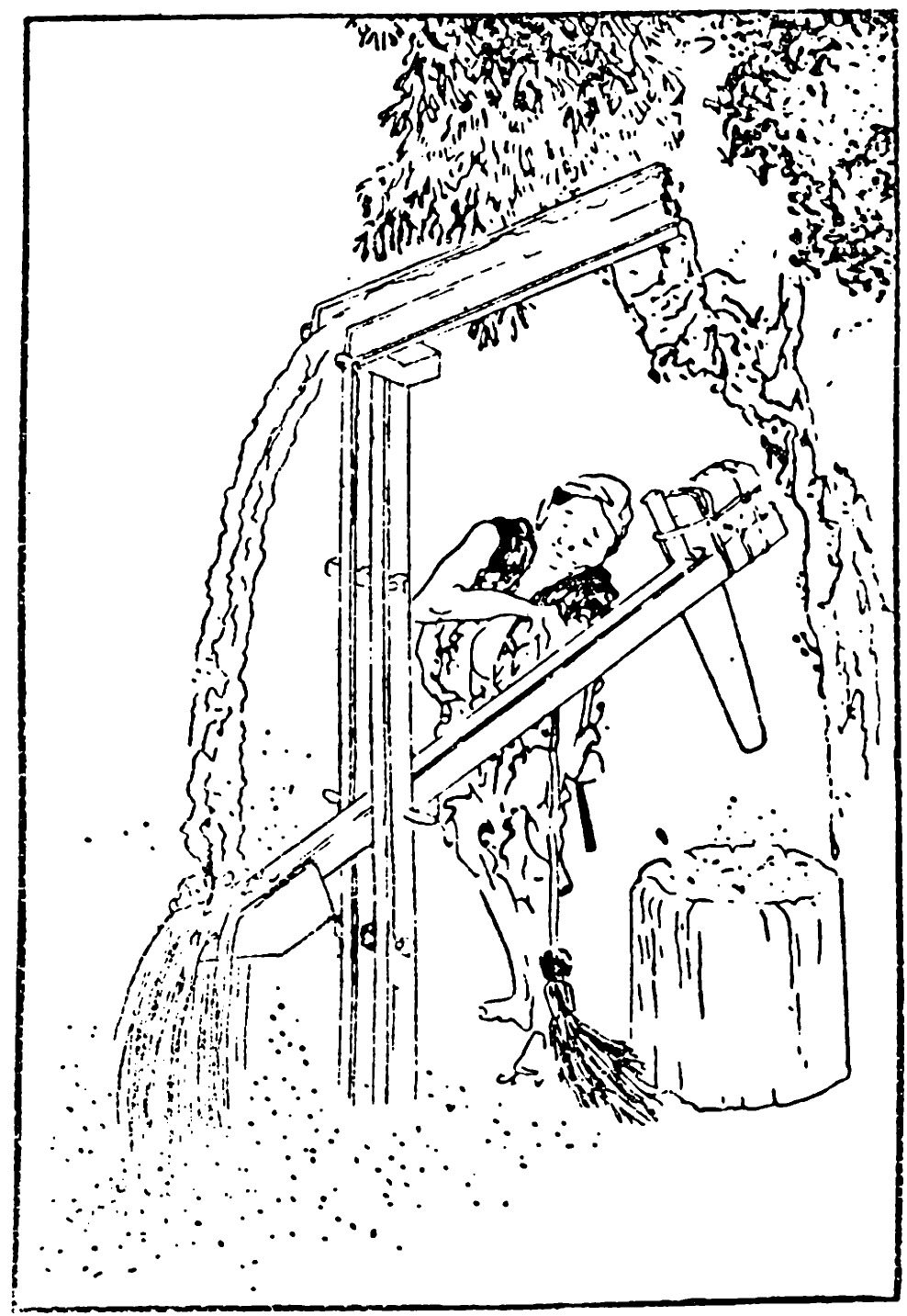
Работа Кацусика Хокусая
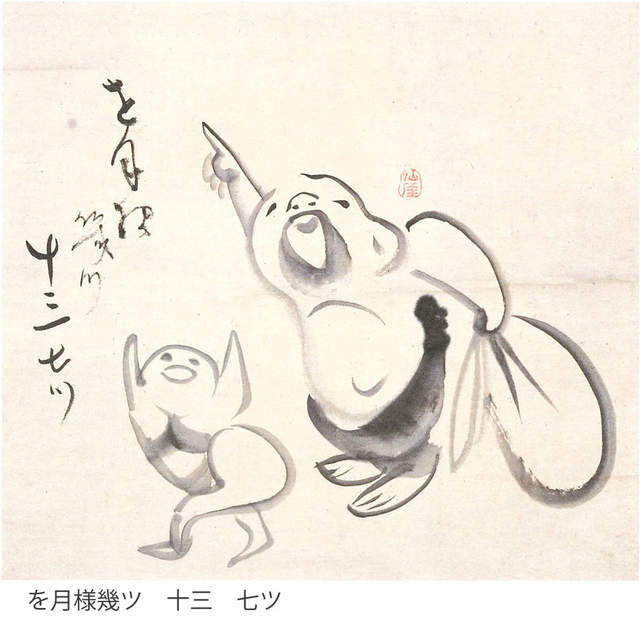
Работа Сенгая
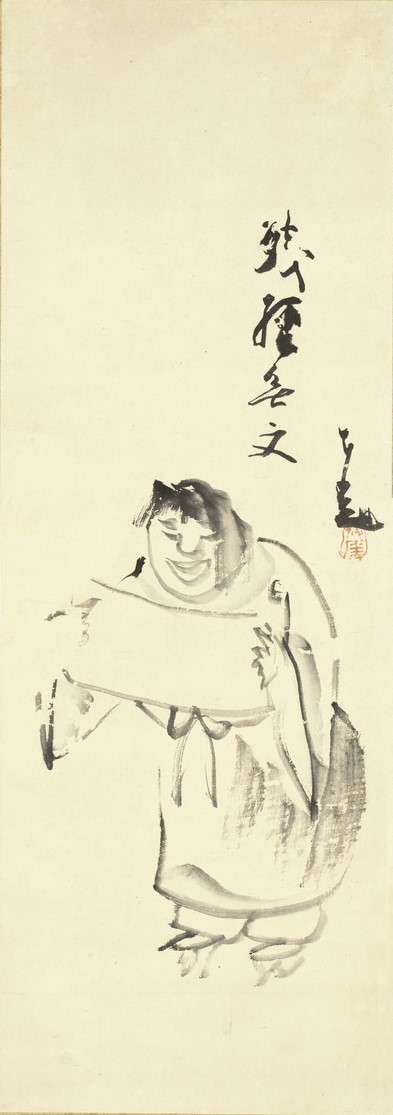
Работа Сенгая